# Alkoxygroep

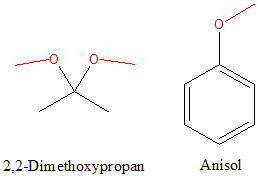
Twee voorbeelden van alkoxygroepen

Een alkoxygroep is een functionele groep, dus een begrip uit de organische chemie, die uit een alkylgroep bestaat verbonden met een zuurstofatoom. De algemene voorstelling is R-O-, waarin R de alkylgroep symboliseert.
De eenvoudigste alkoxygroepen zijn:
- methoxygroep: CH3-O-
- ethoxygroep: CH3-CH2-O-
- propoxygroep: CH3-CH2-CH2-O-